# Squeeze (baseball)
Pour les articles homonymes, voir Squeeze.
 (février 2024).
Si vous disposez d'ouvrages ou d'articles de référence ou si vous connaissez des sites web de qualité traitant du thème abordé ici, merci de compléter l'article en donnant les références utiles à sa vérifiabilité et en les liant à la section « Notes et références ».
Au baseball, un squeeze est une stratégie offensive visant à déposer un amorti-sacrifice lorsqu'un coureur est au troisième but, dans l'espoir de lui faire marquer un point.

## Description

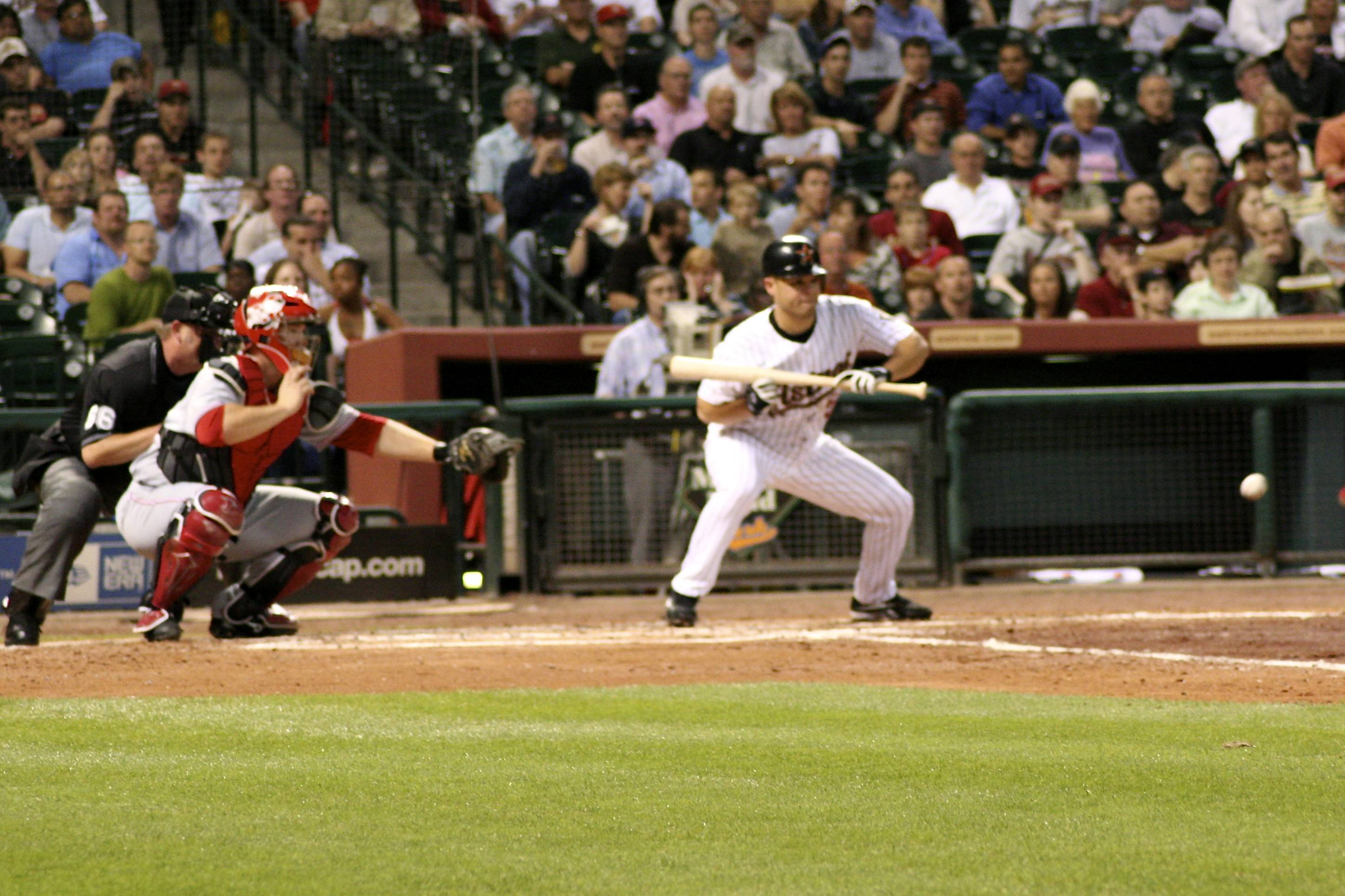
Un frappeur (à droite) en position de déposer un amorti. Si un de ses coéquipiers se trouve au troisième but, on parlera d'un squeeze.

L'amorti est une action réalisée par le frappeur, qui « sacrifie » délibérément son tour au bâton en se laissant retirer facilement dans le but stratégique de faire avancer un ou des coureurs sur les buts. Le frappeur place son bâton de manière presque horizontale au moment de faire contact avec la balle, et rabat celle-ci vers le sol. La balle bondira devant lui ou le long des lignes du premier but, à sa droite, ou du troisième but, à sa gauche. En raison de la faible distance parcourue par la balle, un retrait pourra être effectué sans trop de problèmes par l'équipe jouant en défensive.
La stratégie, courante, est généralement employée lorsqu'un coureur se trouve au premier ou au deuxième but. Celui-ci ou ceux-ci avanceront autour des buts, se rapprochant du marbre et de la possibilité de marquer un point. Le risque de balle à double jeu sera aussi évité en rendant le premier coussin inoccupé. C'est lorsqu'un amorti est déposé avec un coureur au troisième but, donc en position immédiate de marquer, que l'on parle de squeeze.
Stratégie risquée et peu utilisée, l'avantage du squeeze est qu'il est difficile à prévoir pour l'équipe en défensive et la prend donc par surprise. Cet effet de surprise rend donc la séquence de jeu spectaculaire pour le spectateur.
De préférence, cette action sera effectuée lorsque le frappeur est reconnu pour bien maîtriser l'art de l'amorti-sacrifice, et que le coureur sur les sentiers est rapide. 
Puisqu'un squeeze bien effectué se solde inévitablement (à moins d'une erreur en défensive) par au moins un retrait pour l'équipe au bâton, cette stratégie n'est pas employée lorsqu'il y a déjà deux retraits dans la manche, puisque celle-ci prendrait fin avec le troisième retrait, sans qu'un point ne soit compté.

## Amorti-suicide
Une variante du squeeze est l’amorti-suicide : le coureur posté au troisième but amorce sa course vers le marbre dès que le lanceur amorce son mouvement, donc avant que son tir ne se rende jusqu'au frappeur. 
On parle d'amorti-suicide car si le frappeur est incapable de faire contact avec la balle, le coureur devrait être facilement retiré, la balle étant déjà au marbre dans le gant du receveur. À l'opposé, si la stratégie fonctionne comme prévu et que le frappeur dépose son amorti avec succès, il sera très difficile pour l'équipe en défensive de retirer le coureur au marbre. Elle devra se contenter d'enregistrer un retrait, celui du frappeur maintenant en course vers le premier but, et un point sera marqué par le club en offensive.